# Krug 2 (2004.)
Krug 2 (eng. The Ring Two) je američki film iz 2004., nastavak Ringua iz 2002.

## Povezanost sjapanskimizvornicima
Krug 2 se izravno nastavlja na američki Krug (koji je obrada japanskog filma Ringu). Film ima potpuno izvoran scenarij i nije povezan s izvornicima, kao ni s izvornim romanima; osim po činjenici da je redatelj Kruga 2, Hideo Nakata, također redatelj Ringua.

## Radnja
Film počinje šest mjeseci nakon događaja u filmu Krug: Rachel Keller i njen sin Aidan bježe od uklete videokasete u Oregon, no ondje se ponovno susreću s demonskim utjecajem snimke. Rachel uništava snimku, no nakon toga, duh ljutite Samare počinje opsjedati njena sina. Sumnjajući na to da Rachel zlostavlja Aidana, dr. Emma Temple oduzima joj skrbništvo nad njime. Rachel se mora vratiti na poprište prethodnog filma, u Seattle, kako bi istražila i ponovno se sukobila sa Samarinom mračnom prošlošću.

## Glavne uloge
- Naomi Watts kao Rachel Keller
- David Dorfman kao Aidan Keller
- Elizabeth Perkins kao dr. Emma Temple
- Simon Baker kao Max Rourke
- Sissy Spacek kao Evelyn

## Vanjske poveznice
- Službena stranica  Arhivirana inačica izvorne stranice od 16. studenoga 2006. (Wayback Machine)
- Neslužbena stranica o svijetu Kruga  Arhivirana inačica izvorne stranice od 28. rujna 2007. (Wayback Machine)
- Krug 2 u internetskoj bazi filmova IMDb-a